# 埃雷拉德瓦尔德卡尼亚斯
埃雷拉德瓦尔德卡尼亚斯，是西班牙卡斯蒂利亚-莱昂帕伦西亚省的一个市镇。 总面积28平方公里，总人口191人（2001年），人口密度7人/平方公里。